# نامق
نامَق روستایی از توابع بخش مرکزی شهرستان کوهسرخ در استان خراسان رضوی است. این روستا در دهستان برکوه قرار دارد. و بر اساس سرشماری سال ۱۳۹۵ جمعیت آن ۸۳۷ نفر بوده است.
در لغت‌نامه دهخدا در سال ۱۳۴۵ در مورد نامق چنین نوشته شده است: نامق دهی است از دهستان برکوه بخش ریوش شهرستان کاشمر، در ۳۶ هزارگزی جنوب شرقی ریوش بر سر راه مالرو عمومی ریوش به حصار. در منطقهٔ کوهستانی معتدل هوائی واقع است و ۲۰۶۸ تن سکنه دارد. آبش از قنات تأمین می‌شود. محصولش غلات، انواع میوه‌ها و ابریشم است. شغل اهالی زراعت و مالداری و صنعت دستی آنجا قالیچه بافی است.
شیخ احمد جامی نامقی، از عارفان سده ششم قمری در این روستا به‌دنیا آمد و مزار پدر شیخ احمد جامی نامقی ترشیزی در نزدیکی این روستا قرار دارد.
همچنین روستای نامق راه‌هایی دارد که از دل کوه می‌گذرد و به روستاهای نای و فرشه منتهی می‌شود.

## اماکن تاریخی، آثار باستانی و جهانگردی
- آسیاب‌های آبی نامق
- قلعه نامق
- گورستان نامق
- آرامگاه پدر شیخ احمد جامی نامقی

## نگارخانه

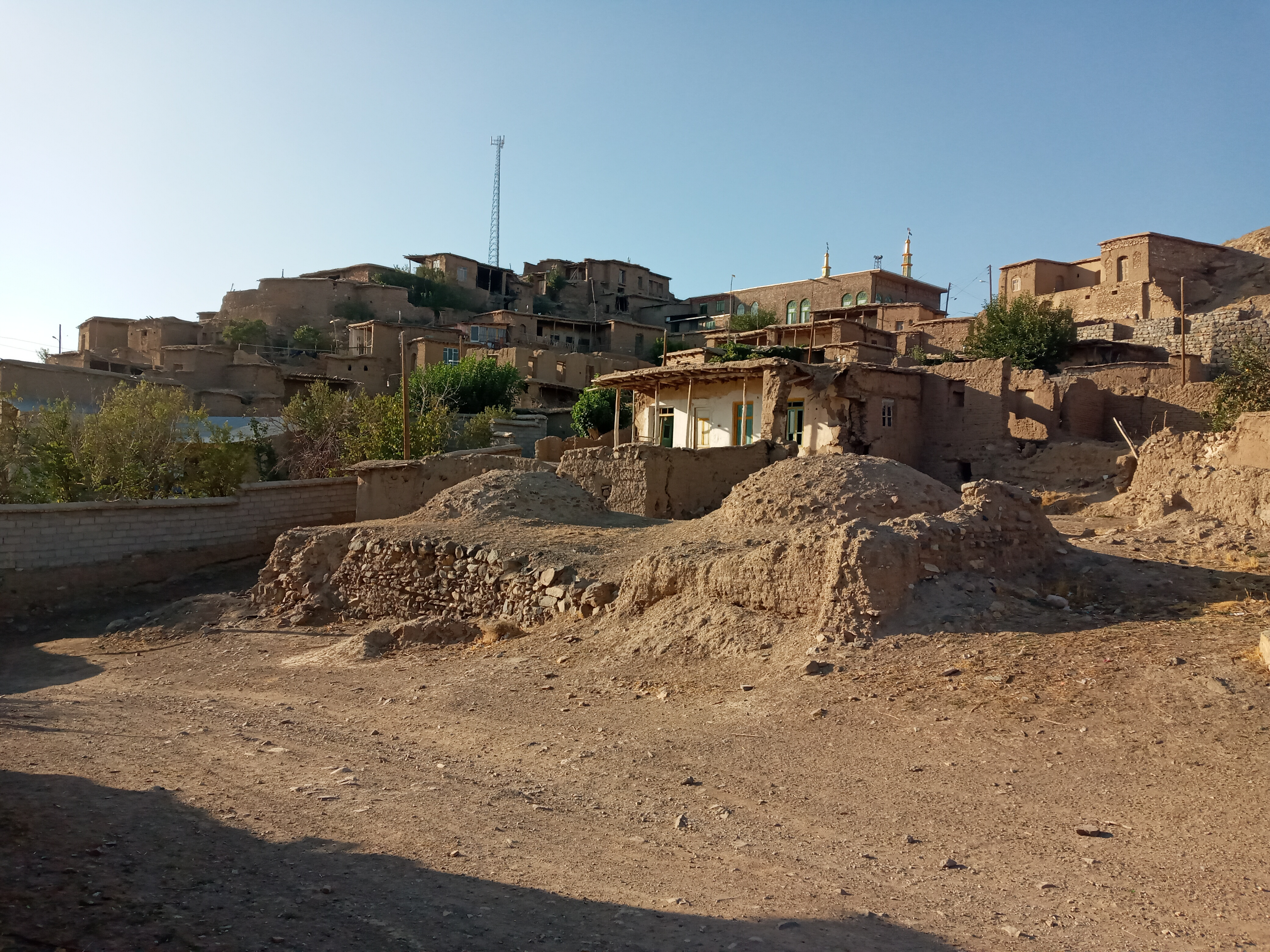
بافت روستا
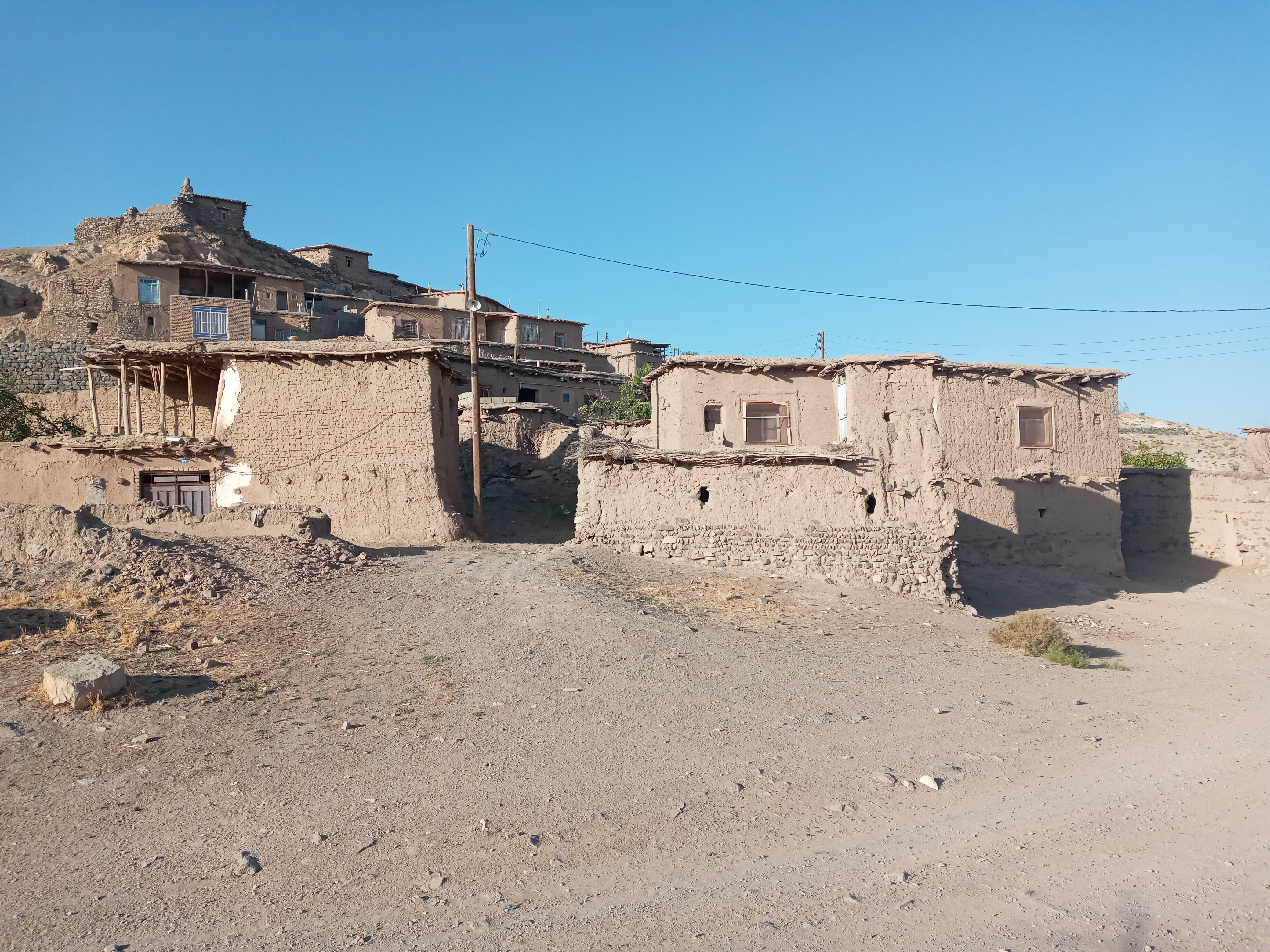
بافت روستا
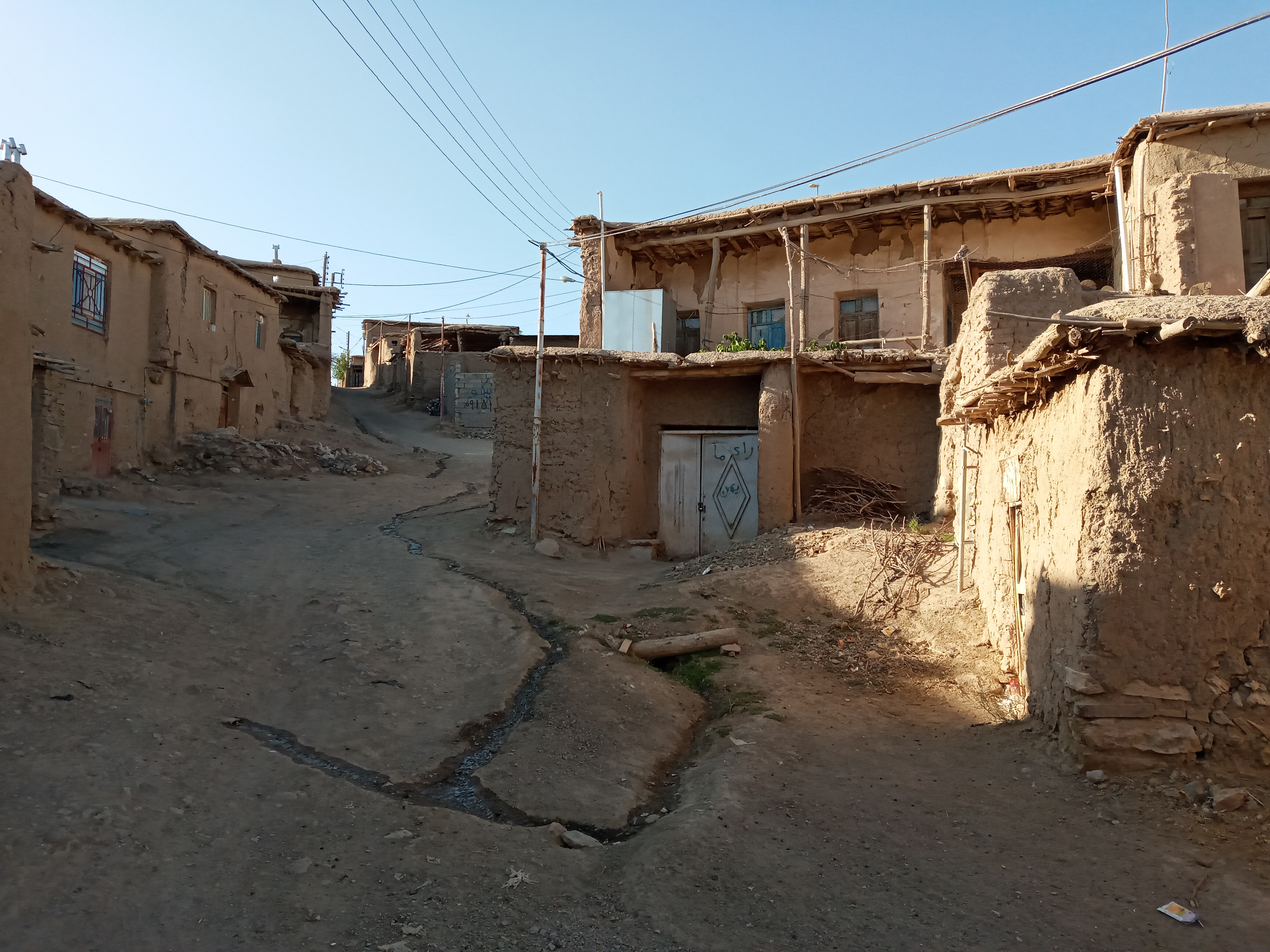
بافت روستا
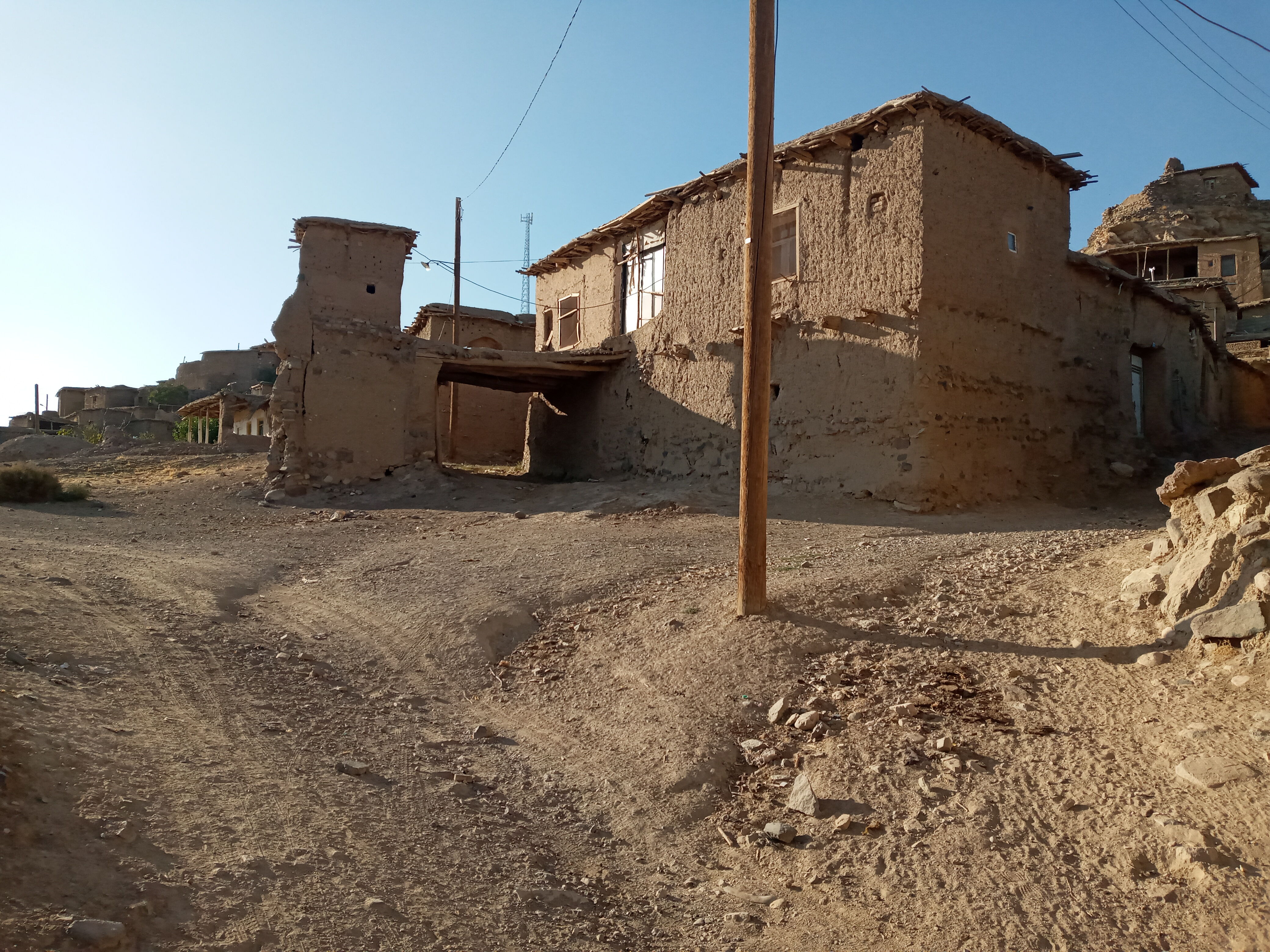
بافت روستا
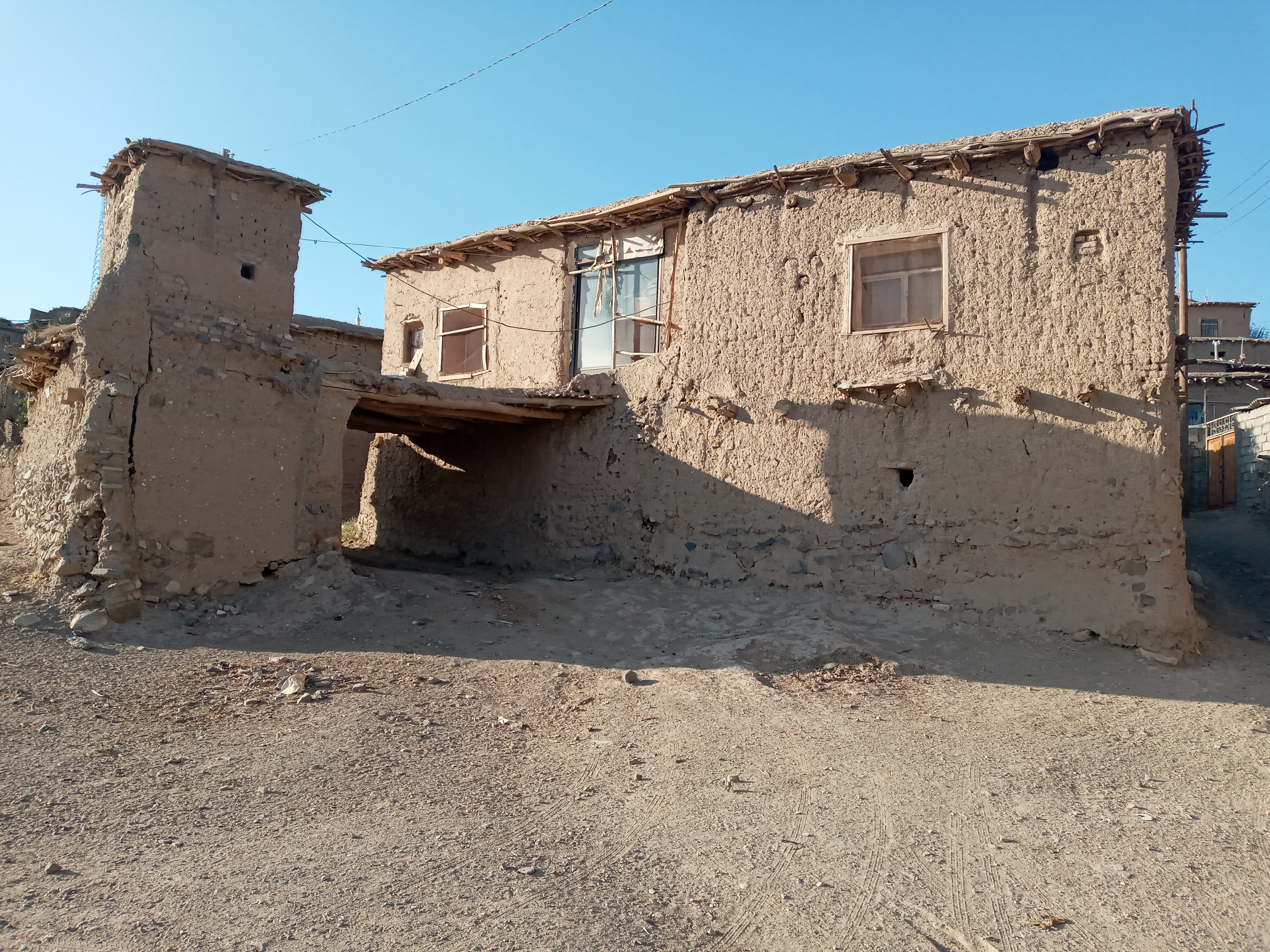
بافت روستا
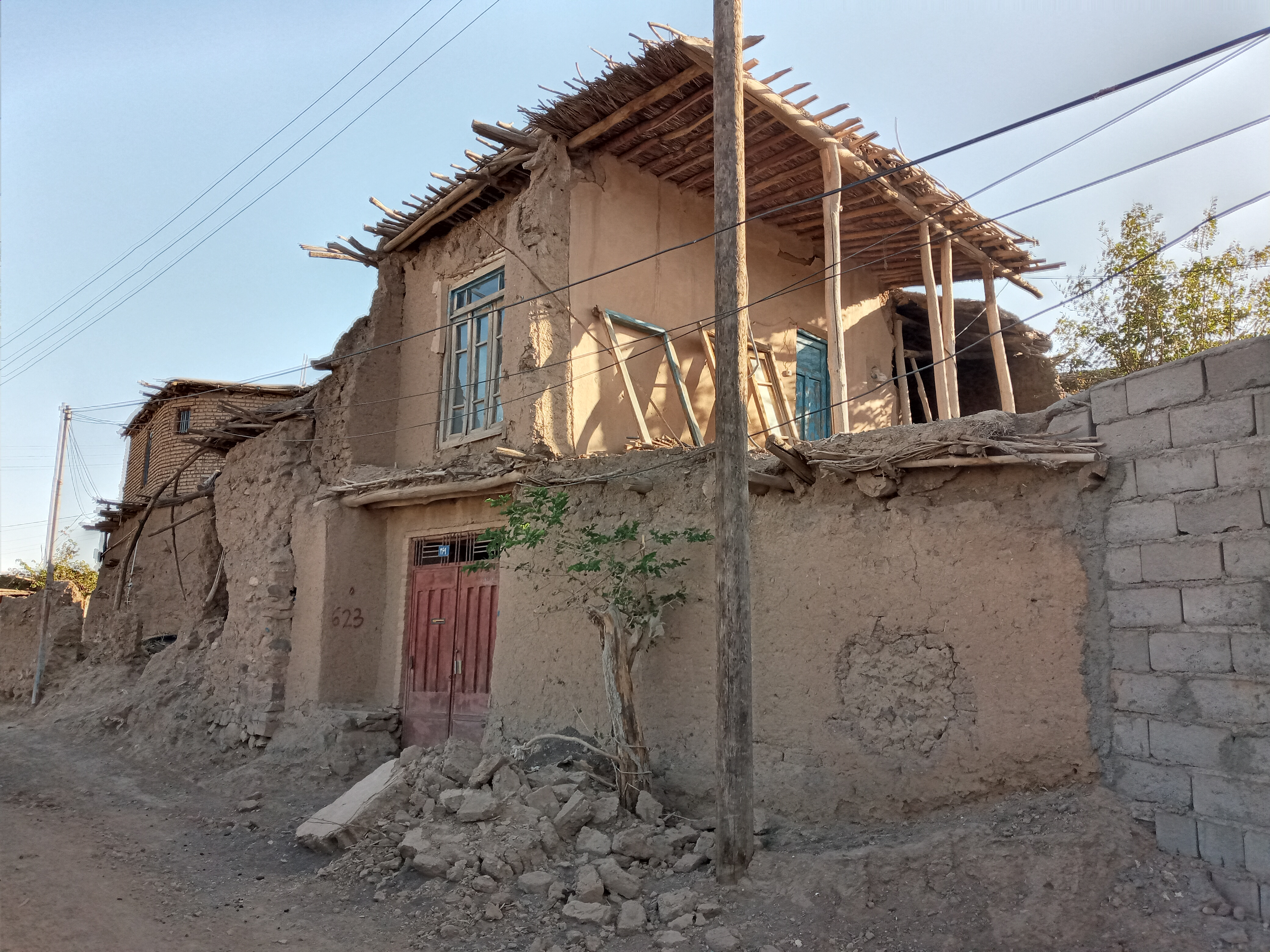
بافت روستا
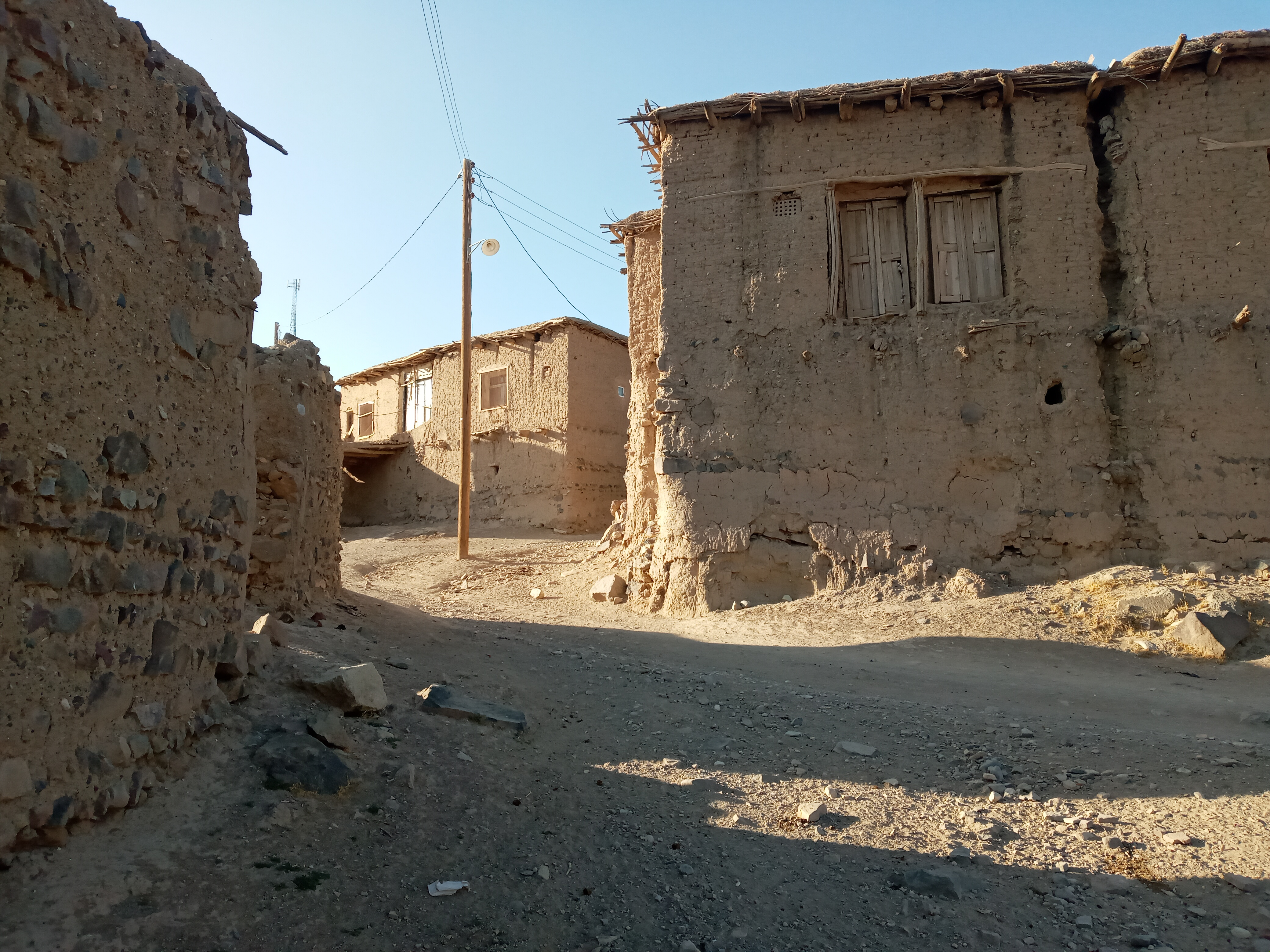
بافت روستا
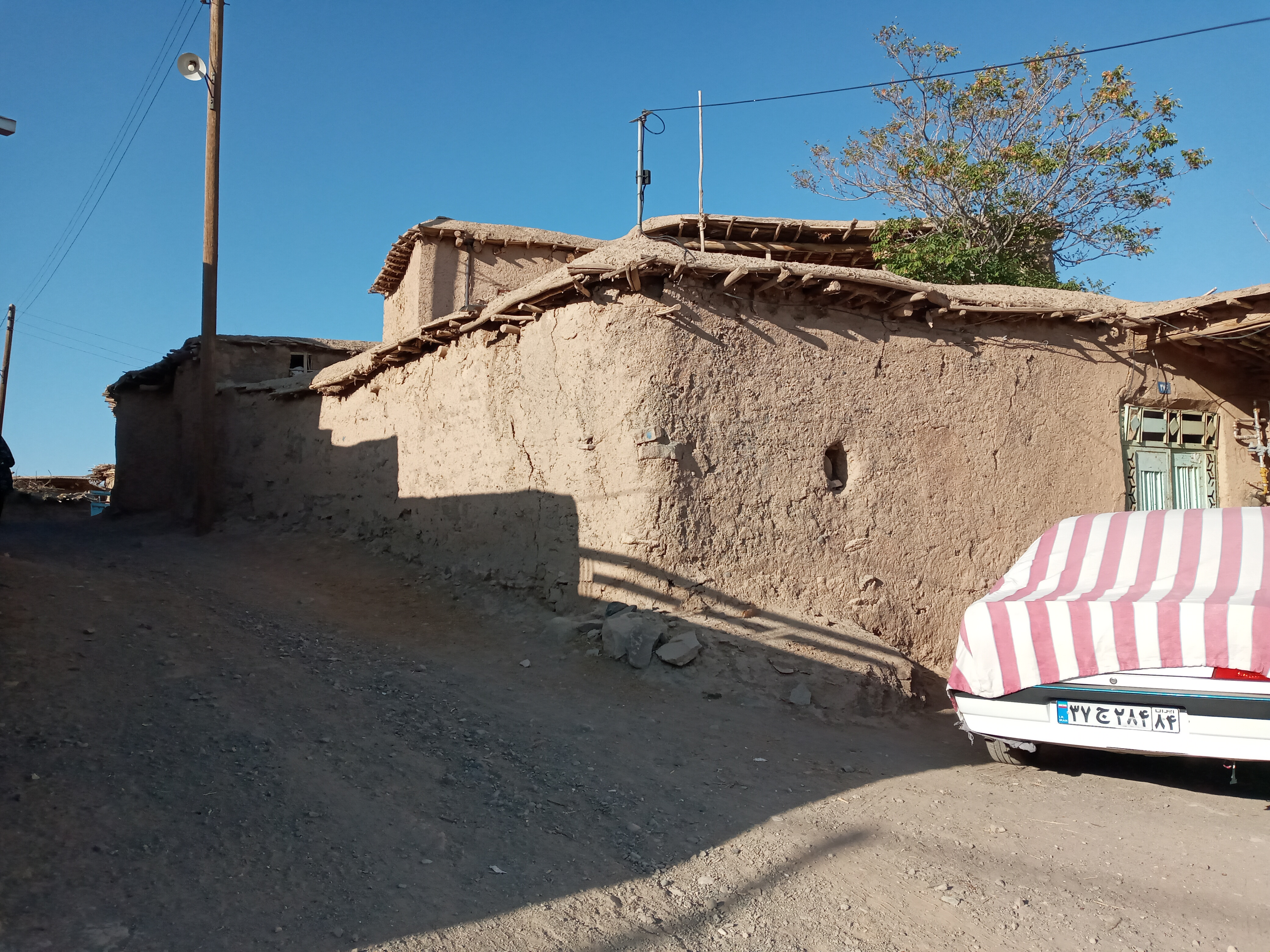
بافت روستا
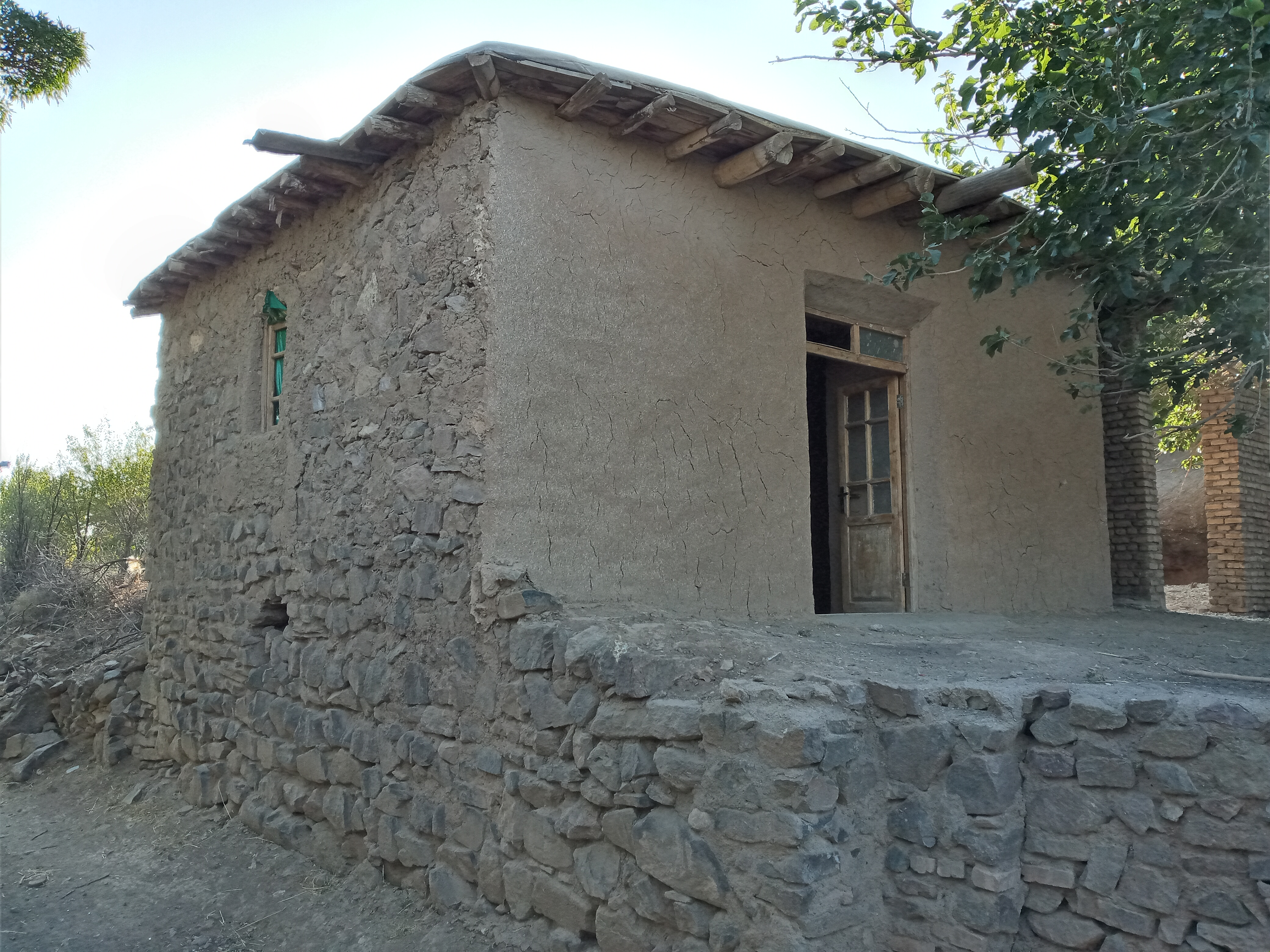
آرامگاه پدر شیخ احمد جامی
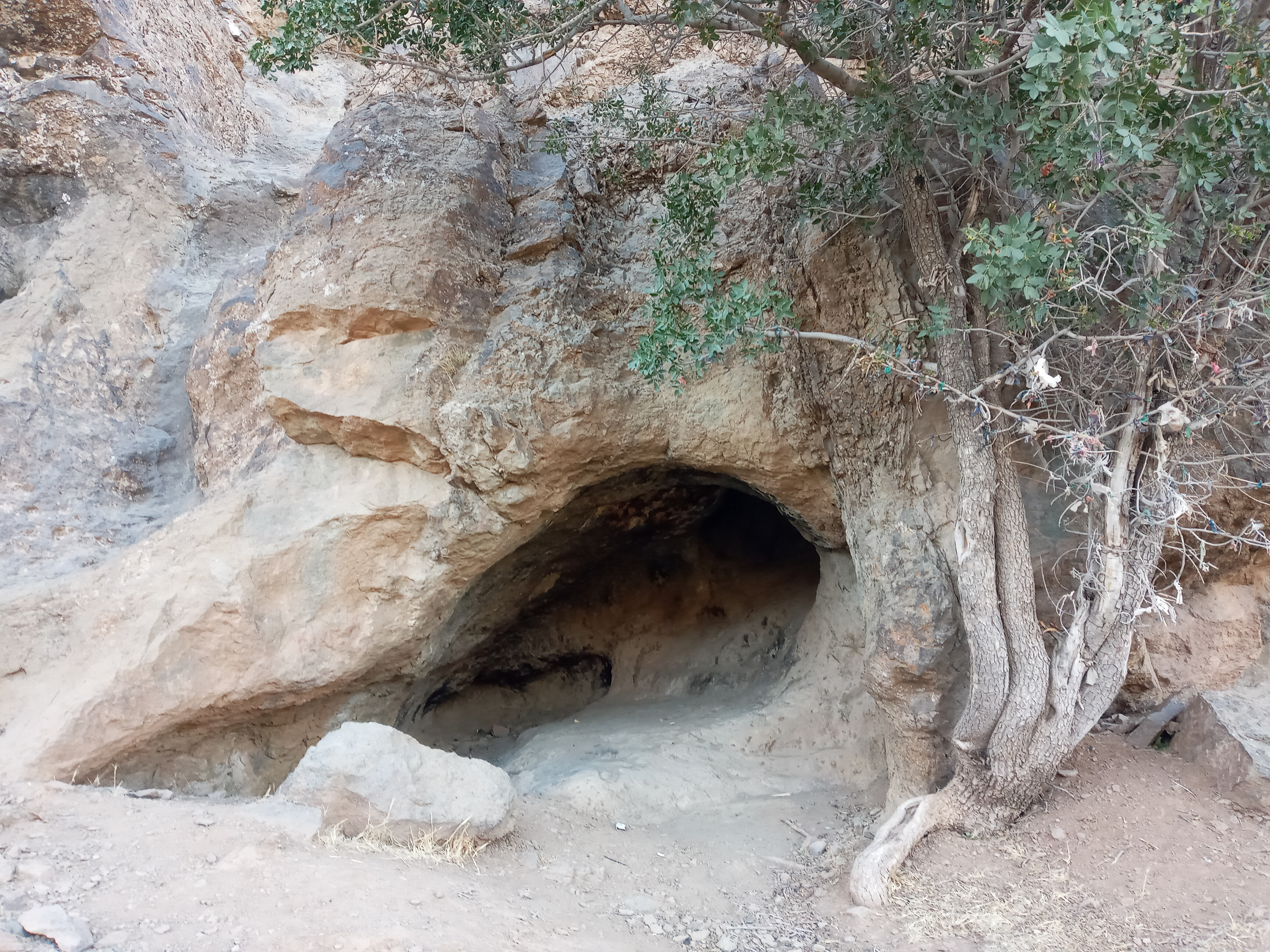
غار شیخ احمد جامی
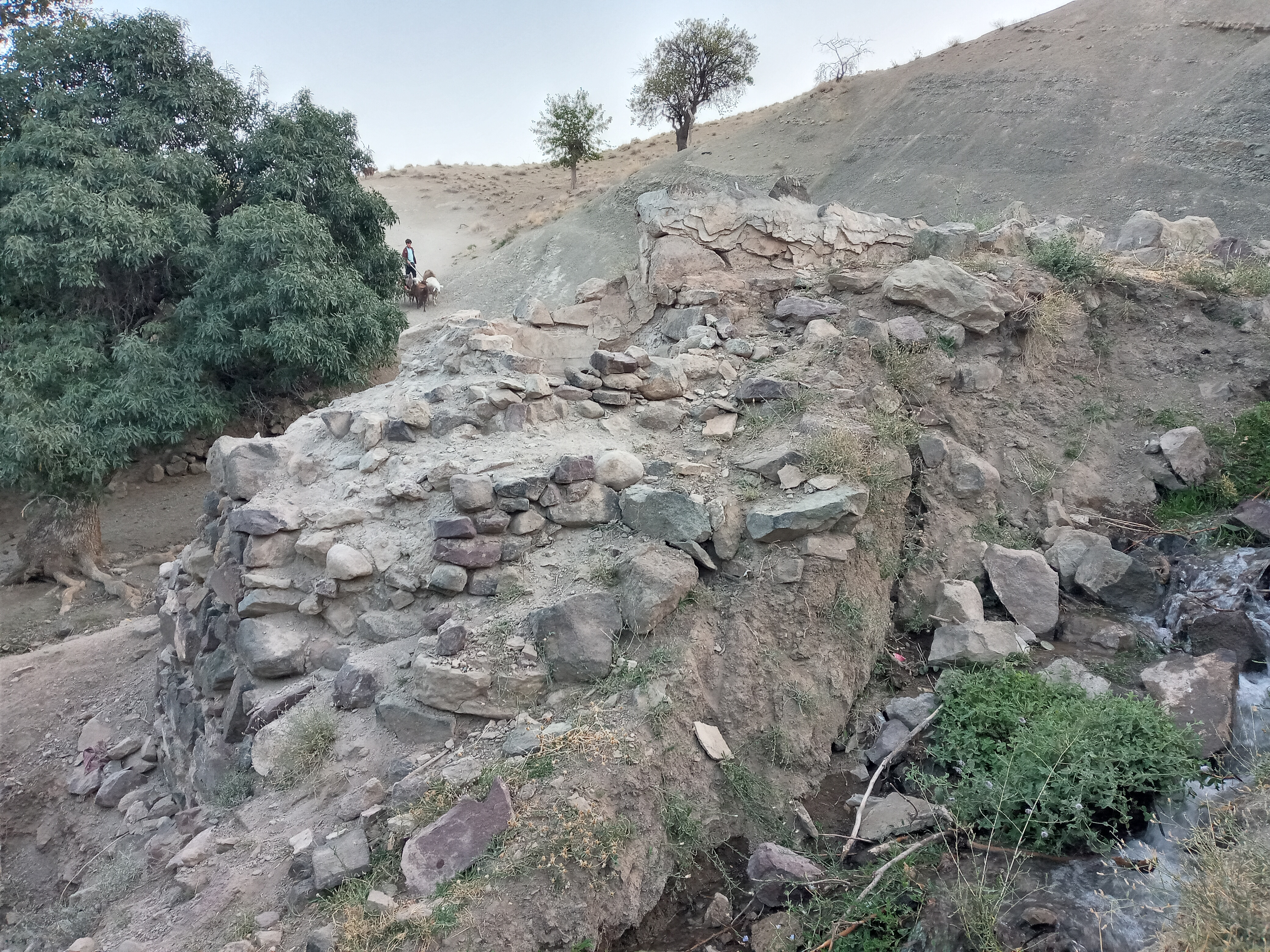
آسیاب‌آبی بزرگ سنگی نامق
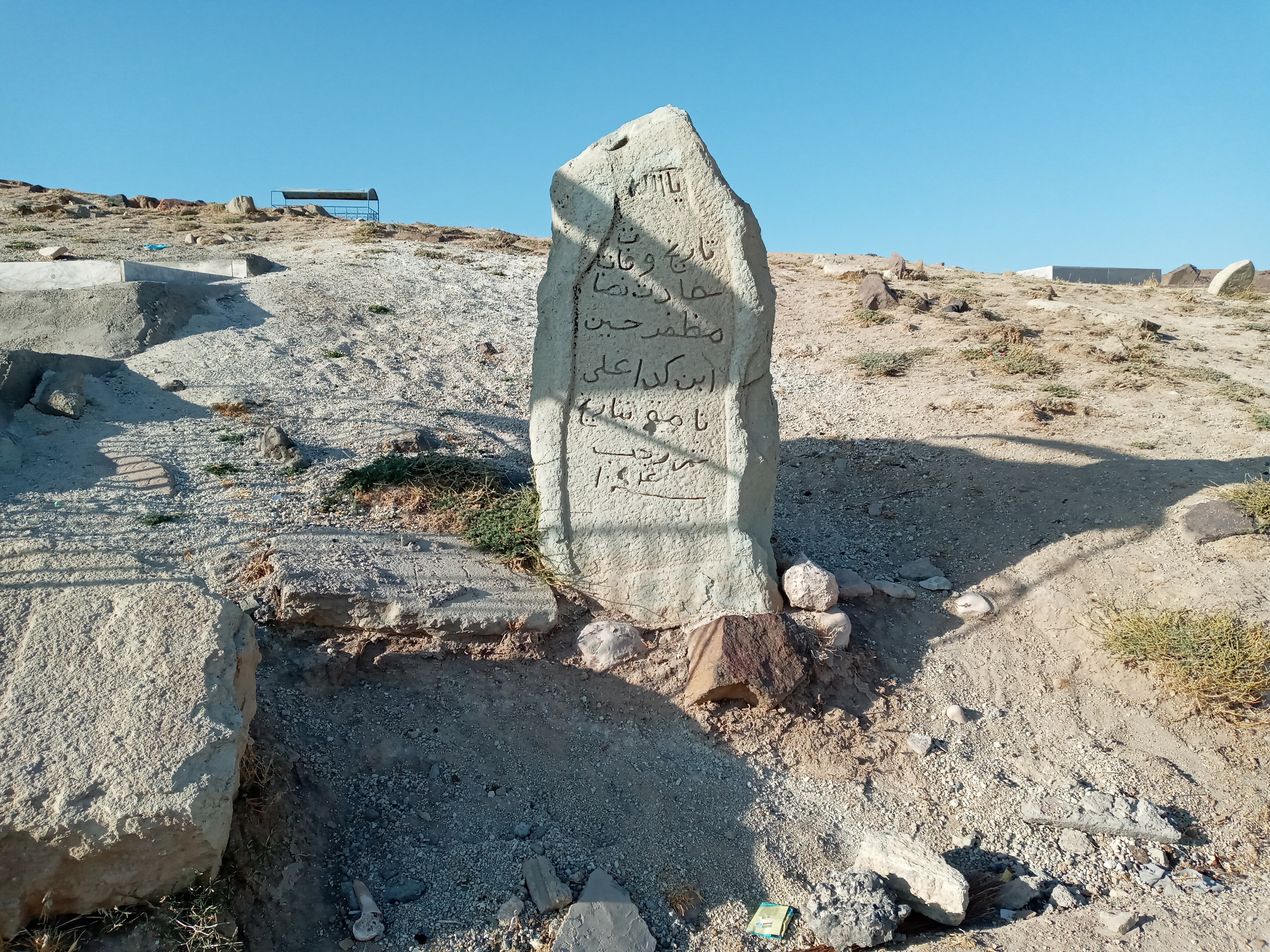
گورستان نامق